# Místní nadkupa galaxií

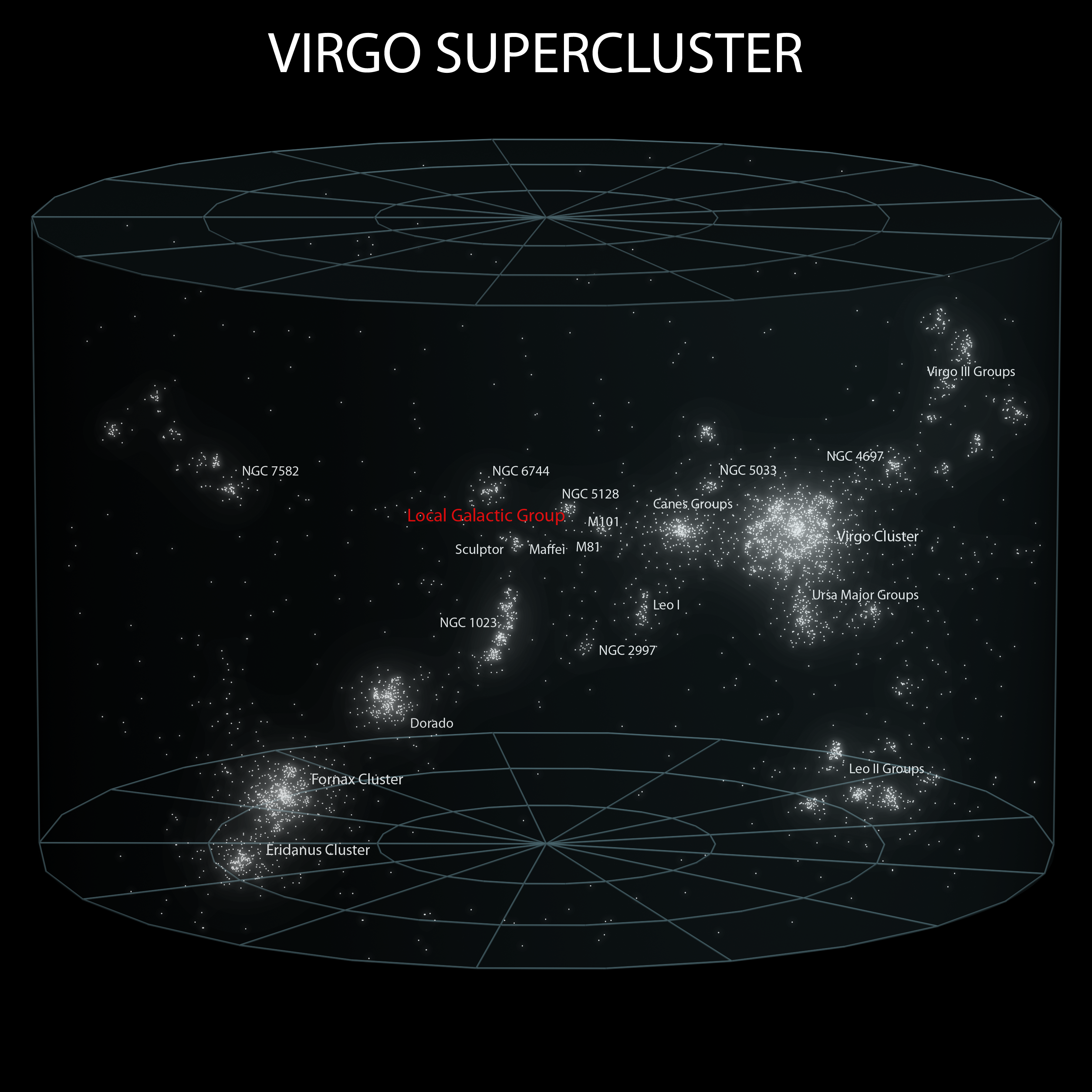
3D model nejbližších skupin a kup galaxií v Místní nadkupě galaxií

Místní nadkupa galaxií (též Nadkupa galaxií v Panně) je označení místní nadkupy galaxií, ve které se nachází nejméně 100 kup a skupin galaxií včetně Místní skupiny galaxií s naší mateřskou galaxií – Mléčnou dráhou. Místní nadkupa galaxií má průměr zhruba 110 milionů světelných let.
Studie skupiny astronomů z roku 2014 naznačuje, že nadkupa v Panně je pouze lalokem ještě větší nadkupy Laniakea soustřeďující se okolo Velkého atraktoru, jež je ústřední gravitační bod, ke kterému postupně směřuje vše v nadkupě.

## Historie pozorování
Od roku 1863, kdy astronomové William a jeho syn John Herschel publikovali první velké katalogy mlhovin (ve skutečnosti však různých druhů vesmírných objektů), bylo známo, že v souhvězdí Panny (blízko severního galaktického pólu) se nachází nezvykle velká koncentrace výrazných objektů. V roce 1950 přišel francouzsko-americký astronom Gérard de Vaucouleurs s teorií, že jde o rozsáhlou galaktickou strukturu a v roce 1953 ji pojmenoval Místní Supergalaxie. V roce 1958 označení změnil na Místní nadkupa (Local Supercluster – LSC). Americký astronom Harlow Shapley použil ve své knize z roku 1959 Of Stars and Men označení Metagalaxie.

## Mapa nadkupy

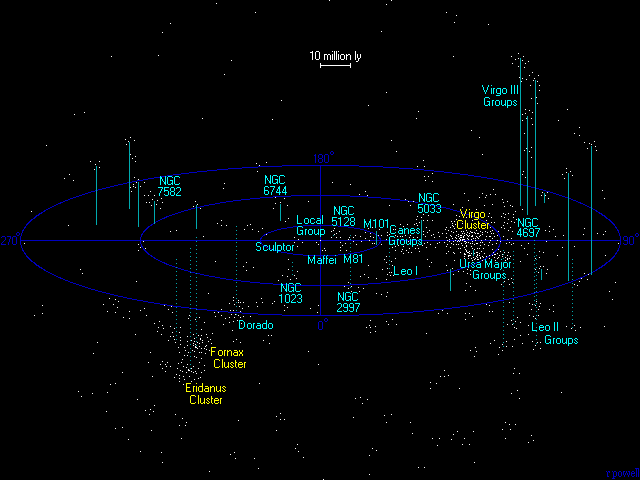
Místní nadkupa galaxií ve středu s Místní skupinou galaxií

## Složení nadkupy
| Název                                         | Poznámky |
| --------------------------------------------- | --- |
| Místní skupina galaxií                        | Skupina galaxií, obsahuje přes 30 galaxií. |
| Kupa galaxií v Panně                          | Tvoří jádro Nadkupy, obsahuje okolo 1 300 známých, možná však až 2 000 galaxií. |
| Kupa galaxií v Eridanu (Fornax II)            | Obsahuje minimálně 73 větších galaxií. |
| Kupa galaxií v Peci                           | Obsahuje 58 galaxií. |
| Skupina galaxií v Mečounovi                   | Obsahuje 46 potvrzených + 34 nepotvrzených galaxií. |
| Skupina galaxií NGC 1023                      | Obsahuje 13 potvrzených galaxií. |
| Skupina galaxií v Sochaři                     | K Místní skupině galaxií nejbližší skupina galaxií, které dominuje pět galaxií. Obsahuje 13 potvrzených galaxií. |
| Skupina galaxií NGC 2997                      | Nejvýraznějším členem skupiny je spirální galaxie NGC 2997. |
| Skupina galaxií Centaurus A/M83               | Ve skupině převládají dvě spirální galaxie Galaxie Jižní větrník, NGC 4945 a velká čočkovitá galaxie Centaurus A (NGC 5128), která je silným zdrojem rádiových vln.                                                                |
| Skupina galaxií Maffei (IC 342/Maffei Group)  | Skupina obsahuje 16 známých galaxií, z nichž většina jsou trpasličí galaxie. Dominantní galaxií je obří eliptická Maffei I. |
| Skupina galaxií M 81                          | Obsahuje 34 galaxií, které se soustřeďují okolo dvojice galaxií M 81 a M 82. |
| Skupina galaxií M 101                         | Obsahuje 6–9 galaxií. Ty se soustřeďují okolo obří spirální galaxie M 101. |
| Skupina galaxií M 51                          | Obsahuje 7–17 galaxií. V některých seznamech bývá tato skupina spojována se skupinou galaxií M 101. |
| Skupina Honicích psů I (Skupina galaxií M 94) | Obsahuje 16–24 galaxií. V této skupině je nejvýznamnější galaxií spirální M 94, skupina obsahuje množství středně velkých trpasličích galaxií.                                                                                     |
| Skupina Honicích psů II                       | Velké uskupení spirálních galaxií, dominantními členy jsou pravděpodobně M 106, NGC 4096 a NGC 4490. V této části nadkupy je z pohledu ze Země mnoho dalších skupin galaxií. Celá oblast je známá také jako Mračno Honicích psů.   |
| Skupina galaxií M 96 (Lev I)                  | Obsahuje 8–24 galaxií. Nejvýraznějšími galaxiemi jsou M 95, M 96, M 105 a NGC 3384. Některé studie do této skupiny řadí i členy trojice galaxií ve Lvu.                                                                            |
| Skupina galaxií Lev II                        | Zahrnuje několik podskupin galaxií východně od Kupy galaxií v Panně. Leží ve větší vzdálenosti než Skupina galaxií Lev II a nejvýraznější galaxií je NGC 3607.                                                                     |
| Skupina galaxií Velká medvědice               | Bývá rozdělována na dvě podskupiny. Severní podskupině vévodí galaxie M 109, NGC 3631, NGC 3726 a NGC 3953 (tato podskupina se někdy značí jako skupina galaxií M 109) a v jižní podskupině vystupují galaxie NGC 3938 a NGC 4051. |
| Skupina galaxií Panna II                      | Skupina galaxií blízko Kupy galaxií v Panně okolo galaxie M 61. |
| Skupina galaxií Panna III                     | Skupina galaxií blízko Kupy galaxií v Panně. |